# تکواندو در بازی‌های آسیایی ۲۰۱۴

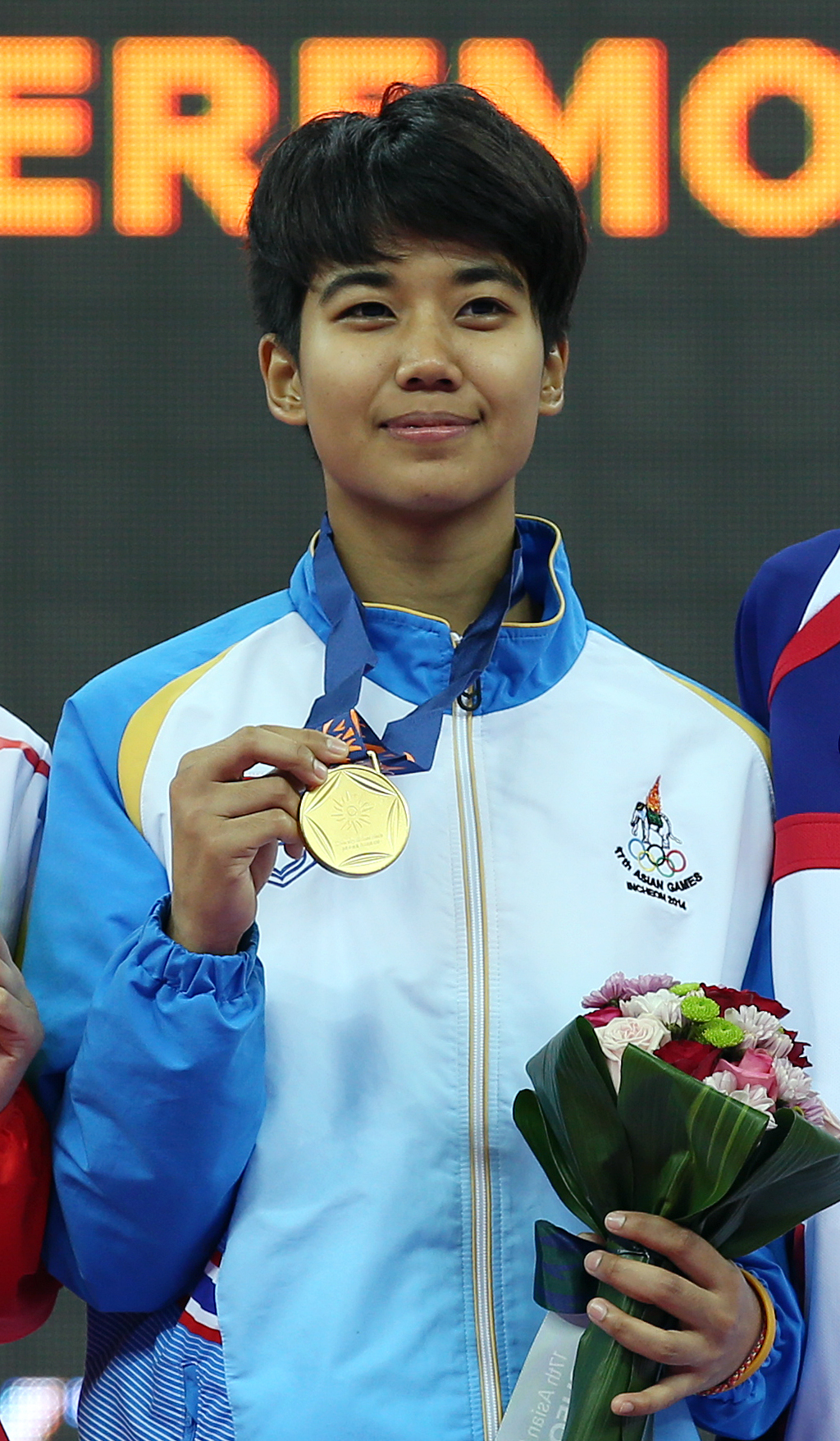
Chanatip Sonkham

مسابقات تکواندو بازی‌های آسیایی ۲۰۱۴ از ۳۰ سپتامبر تا ۳ اکتبر سال ۲۰۱۴ در شهر اینچئون، کره جنوبی برگزار شد.

## تکواندو مردان
نتایج نهایی مسابقات تکواندو مردان به شرح زیر است:
| وزن‌ها    | طلا             | نقره             | برنز                 |
| ۵۴- کیلو | تائه‌هون کیم     | یوجن هوانگ       | تومنبایار مولوم      |
| ۵۴- کیلو | تائه‌هون کیم     | یوجن هوانگ       | رامنارونگ ساوک‌ویهاری |
| ۵۸- کیلو | فرزان عاشورزاده | نورسلطان مامایف  | چن‌یانگ وی            |
| ۵۸- کیلو | فرزان عاشورزاده | نورسلطان مامایف  | یوما یامادا          |
| ۶۳- کیلو | دائه‌هون لی      | آکارین کیتویجارن | احمد رومان عباسی     |
| ۶۳- کیلو | دائه‌هون لی      | آکارین کیتویجارن | ین‌منگ چن             |
| ۶۸- کیلو | بهنام اسبقی     | جینان هوانگ      | کیرات ساریمساکوف     |
| ۶۸- کیلو | بهنام اسبقی     | جینان هوانگ      | بنجامین کیت سمبرانو  |
| ۷۴- کیلو | مسعود حجی زواره | نیکیتا رافالوویچ | ساموئل موریسون       |
| ۷۴- کیلو | مسعود حجی زواره | نیکیتا رافالوویچ | یونگ‌گئون سونگ        |
| ۸۰- کیلو | مهدی خدابخشی    | ماکسیم رافالوویچ | فرخود نگماتف         |
| ۸۰- کیلو | مهدی خدابخشی    | ماکسیم رافالوویچ | سن کیائو             |
| ۸۷- کیلو | جاسور بیکوزیف   | لینگ‌لونگ چن      | یونگ‌رائه شین         |
| ۸۷- کیلو | جاسور بیکوزیف   | لینگ‌لونگ چن      | ناتاپات تانترامارت   |
| ۸۷+ کیلو | چولهو جو        | دیمیتری شوکین    | الیاس الحیدری        |
| ۸۷+ کیلو | چولهو جو        | دیمیتری شوکین    | علی‌شیر گلوف          |

## تکواندو زنان
نتایج نهایی مسابقات تکواندو زنان به شرح زیر است:
| وزن‌ها    | طلا            | نقره          | برنز                 |
| ۴۶- کیلو | سوهوی کیم      | وانگ تینگ لین | ماری آنجلای پلائز    |
| ۴۶- کیلو | سوهوی کیم      | وانگ تینگ لین | پانیپاک وونگ‌پاتانکیت |
| ۴۹- کیلو | چاناتیپ سونخام | ژائوی لی      | لویتا رونا ایلائو    |
| ۴۹- کیلو | چاناتیپ سونخام | ژائوی لی      | نئوی‌نینگ سان         |
| ۵۳- کیلو | یون‌ون هوانگ    | جئونگیون یون  | سوسن حاجی‌پور         |
| ۵۳- کیلو | یون‌ون هوانگ    | جئونگیون یون  | جینگیو وو            |
| ۵۷- کیلو | آهرئوم لی      | مایا هامادا   | رانگ‌سیا نیسایسوم     |
| ۵۷- کیلو | آهرئوم لی      | مایا هامادا   | یون وانگ             |
| ۶۲- کیلو | دابین لی       | هووا ژانگ     | شیاشیا چوانگ         |
| ۶۲- کیلو | دابین لی       | هووا ژانگ     | تی‌توهین فام          |
| ۶۷- کیلو | ژئو یون‌فی      | وونجین لی     | تی‌انگویان ها         |
| ۶۷- کیلو | ژئو یون‌فی      | وونجین لی     | کینگ لیو             |
| ۷۳- کیلو | سورن سیومی     | فاطمه روحانی  | فهد الابرار          |
| ۷۳- کیلو | سورن سیومی     | فاطمه روحانی  | کریستی الاین آلورا   |
| ۷۳+ کیلو | دونگهوا لی     | اکرم خدابنده  | موخرو خالیمووا       |
| ۷۳+ کیلو | دونگهوا لی     | اکرم خدابنده  | وانگ ژونان           |

## جدول مدال‌ها
| رتبه  | کشور      | طلا | نقره | برنز | مجموع |
| ۱     | کره جنوبی | ۶   | ۲    | ۲    | ۱۰    |
| ۲     | ایران     | ۴   | ۲    | ۱    | ۷     |
| ۳     | چین       | ۲   | ۴    | ۳    | ۹     |
| ۴     | ازبکستان  | ۱   | ۳    | ۰    | ۴     |
| ۵     | چین تایپه | ۱   | ۲    | ۴    | ۷     |
| ۶     | تایلند    | ۱   | ۱    | ۴    | ۶     |
| ۷     | کامبوج    | ۱   | ۰    | ۰    | ۱     |
| ۸     | قزاقستان  | ۰   | ۲    | ۱    | ۳     |
| ۹     | ژاپن      | ۰   | ۱    | ۱    | ۲     |
| ۱۰    | فیلیپین   | ۰   | ۰    | ۵    | ۵     |
| ۱۱    | تاجیکستان | ۰   | ۰    | ۳    | ۳     |
| ۱۳    | ماکائو    | ۰   | ۰    | ۲    | ۲     |
| ۱۳    | افغانستان | ۰   | ۰    | ۱    | ۱     |
| ۱۳    | کویت      | ۰   | ۰    | ۱    | ۱     |
| ۱۳    | لبنان     | ۰   | ۰    | ۱    | ۱     |
| ۱۳    | مغولستان  | ۰   | ۰    | ۱    | ۱     |
| ۱۳    | ویتنام    | ۰   | ۰    | ۱    | ۱     |
| مجموع | مجموع     | ۱۶  | ۱۶   | ۳۲   | ۶۴    |

## شرکت کنندگان
۲۵۷ تکواندوکار از ۳۷ کشور در این دوره از مسابقات حضور دارند.